# La Femme la plus détestée d'Amérique
Pour plus de détails, voir Fiche technique et Distribution.
La Femme la plus détestée d'Amérique (The Most Hated Woman in America) est un film biographique américain coécrit, coproduit et réalisé par Tommy O'Haver, sorti en 2017. Il s’agit des faits réels sur Madalyn Murray O'Hair, figure de l'athéisme américain.

## Résumé
Le film retrace l'enquête policière sur la disparition et le meurtre en 1995 de Madalyn Murray O'Hair, la leader de l'association American Atheists, qui visait à séparer le pouvoir de l'Église de celui de l'État.

## Fiche technique
- Titre original : The Most Hated Woman in America
- Titre français : La Femme la plus détestée d'Amérique
- Réalisation : Tommy O'Haver
- Scénario : Tommy O'Haver et Irene Turner
- Photographie : Armando Salas
- Montage : Michael X. Flores
- Musique : Alan Ari Lazar
- Production : Elizabeth Banks, Max Handelman et Laura Rister
  - Coproduction : Amy Jarvela
  - Production exécutive : Ian Bricke et Tommy O'Haver
  - Production associée : Irene Turner
- Sociétés de production : Brownstone Productions ; Untitled Entertainment (coproduction)
- Société de distribution : Netflix
- Pays d'origine :  États-Unis
- Langue originale : anglais
- Genre : biographie
- Durée : 91 minutes
- Dates de sortie : 
  - États-Unis : 14 mars 2017 (South by Southwest)
  - Monde : 24 mars 2017 sur Netflix

## Distribution
- Melissa Leo (VF : Marie Vincent) : Madalyn Murray O'Hair
- Brandon Mychal Smith (VF : Jean-Michel Vaubien) : Roy Collier
- Juno Temple (VF : Camille Donda) : Robin Murray O'Hair
- Michael Chernus (VF : Laurent Morteau) : Jon Garth Murray
- Rory Cochrane : Gary Karr
- Alex Frost (VF : Stéphane Ronchewski) : Danny Fry
- José Zúñiga (VF : Guillaume Orsat) : le détective Campos
- Josh Lucas (VF : Jérémie Covillault) : David Waters
- Vincent Kartheiser (VF : Sébastien Desjours) : Bill Murray O'Hair
- Adam Scott (VF : Thibaut Lacour) : Jack Ferguson
- Marco Sanchez : Gonzalez
- Andy Walken : Bill, jeune
- Ryan Cutrona (VF : Achille Orsoni) : Pup
- Sally Kirkland (VF : Frédérique Cantrel) : Lena
- Devin Freeman : Bill, adolescent
- Anna Camp : Mrs. Lutz
- Ward Roberts : l’annonceur radio
- Devin Barry : Jesus Freak
- Peter Fonda : Révérend Harrington
- Anthony Vitale : Mark Sparrow
- David Gueriera (VF : Nicolas Justamon) : Bob Fry
- Danya LaBelle : l’agent du FBI

- Version française[1]
  - Studio de doublage : Deluxe Media Paris
  - Direction artistique : Anne Massoteau
  - Adaptation : Valérie Marchand

## Production
Le tournage du film a commencé le 17 mars 2016[réf. nécessaire].